# Cursed (film 2004)
Cursed (超」怖い話Ａ 闇の鴉?, 'Chô' kowai hanashi A: yami no karasu) è un film del 2004 diretto da Yoshihiro Hoshino, tratto da un romanzo di Yumeaki Hirayama.

## Trama
Due studentesse decidono di andare in un piccolo convenience store, quando una si rifiuta di entrare in quel luogo, e viene investita da un camion. Ryoko deve fare l'inventario per la propria agenzia nel medesimo convenience store, ma con la propria sensibilità soprannaturale avverte strane presenze all'interno del negozio. Inoltre i proprietari del negozio sembrano completamente alienati e si comportano in maniera bizzarra. Ryoko tenta di mettere in guardia Nao, la giovanissima commessa del negozio, che a sua volta ha avvertito strane presenze nei locali del negozio. Intanto tutti coloro che fanno acquisti in un modo o nell'altro finiscono per cadere nella terribile ragnatela di maledizioni e morte che avvolge il posto.
Ryoko e Nao parleranno poi con una barbona, anche lei abbastanza alienata, che svela loro il perché della maledizione: il primo proprietario dell'edificio era anche un pericoloso assassino, e la ditta di costruzioni compì un sacrilegio, in quanto realizzò il minimarket abbattendo un cimitero che sorgeva nello stesso punto, e ne riciclò i resti per usarli nella nuova costruzione.
Nao riuscirà a salvare dalla maledizione l'amico Komori, che lavorava pure lui nello store, e lasceranno quel lavoro.
Anche Ryoko si allontana per sempre da quel negozio, incrociando le due studentesse viste all'inizio del film.
Il prologo diventa così epilogo, e scopriamo che la ragazza investita non voleva entrare perché vedeva le numerose anime dei morti all'interno del minimarket.

## Distribuzione

### Edizione italiana
L'edizione italiana è stata curata dalla Dream & Dream di Milano, su dialoghi di Nicola Bartolini Carrassi e direzione del doppiaggio di Marcello Cortese.